# بازارچه سرخاب
بازارچه سرخاب مربوط به اوایل دوره قاجار است و در تبریز، خیابان شهید مدنی، بازارچه سرخاب واقع شده و این اثر در تاریخ ۵ تیر ۱۳۸۴ با شمارهٔ ثبت ۱۱۹۸۷ به‌عنوان یکی از آثار ملی ایران به ثبت رسیده‌است.